# Поліція Італії

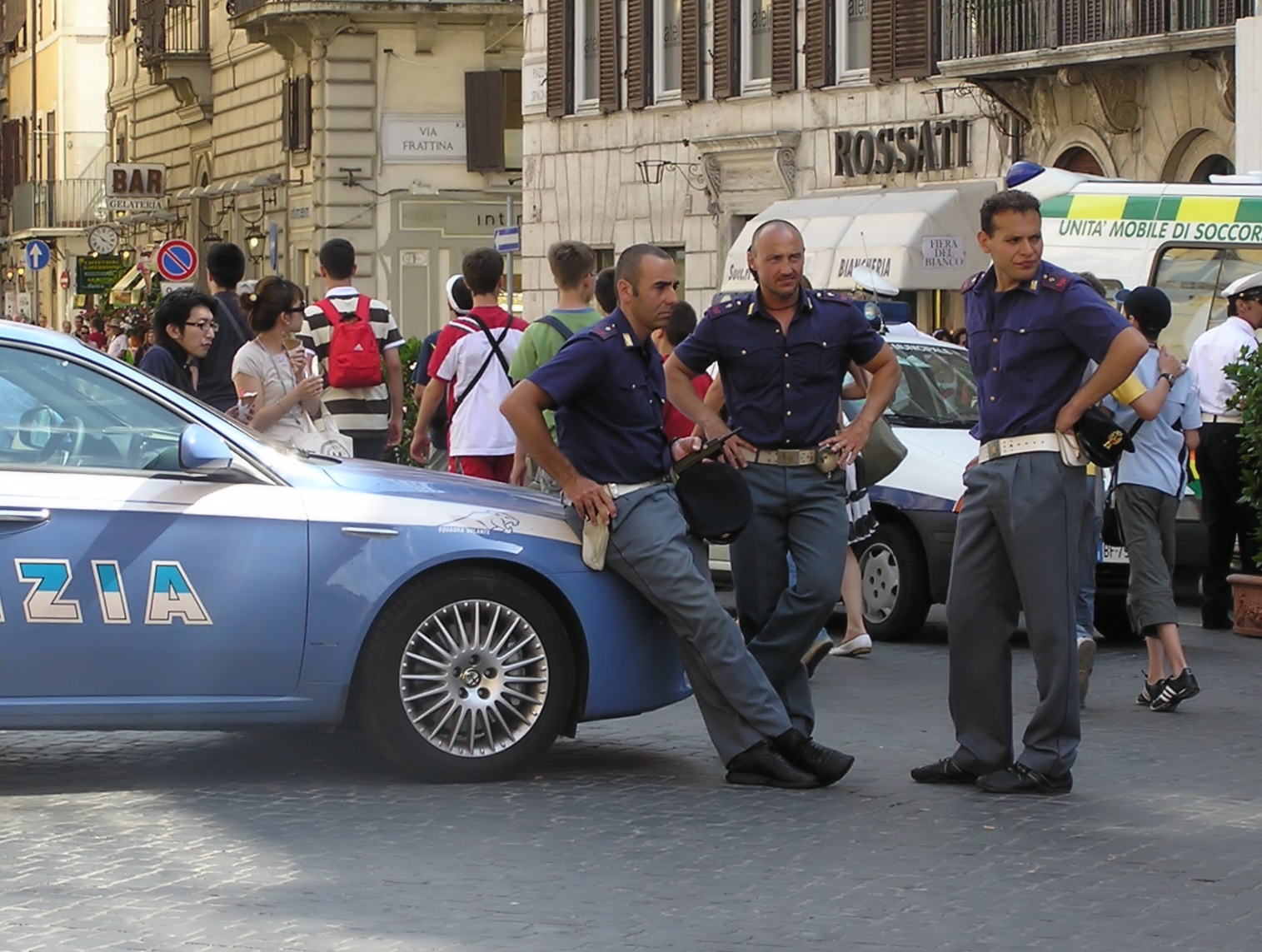
Італійські поліцейські на службі в Римі.

Polizia di Stato – одне з головних італійських поліцейських формувань . Поряд з карабінерами, це основне формування, що виконує типові поліцейські обов'язки в Італії, переважно в містах та муніципалітетах, і разом зі своїми допоміжними формуваннями воно також відповідає за патрулювання автомагістралей (autostrade), залізниць ( ferrovie ), аеропортів ( aeroporti ), митних служб (разом з Guardia di Finanza ), а також деяких водних шляхів, і підтримує місцеві поліцейські сили (Polizia Municipale).
До 1981 року це було військове формування, коли було прийнято Державний закон № 121. Це призвело до перетворення Державної поліції (Polizia di Stato) на цивільну службу, на відміну від інших поліцейських сил Італії: Арми карабінерів (Arma dei Carabinieri), яка є військовою жандармерією, та Фінансової гвардії (Guardia di Finanza), італійської митної та прикордонної поліції, яка також належить до збройних сил.
Polizia di Stato — це головний італійський поліцейський підрозділ, відповідальний за підтримання громадської безпеки, який безпосередньо очолює Dipartimento della Pubblica Sicurezza (Департамент громадської безпеки) та діє в інтересах громадського порядку ( ordine pubblico ). Інтерпол підсумовує основну мету цього підрозділу наступним чином: «Його обов’язки включають слідчі та правоохоронні завдання, а також забезпечення безпеки мереж автомобільних доріг, залізниць та водних шляхів»  .